# John Ridley Mitchell
John Ridley Mitchell (* 26. September 1877 in Livingston, Overton County, Tennessee; † 26. Februar 1962 in Crossville, Tennessee) war ein US-amerikanischer Politiker. Zwischen 1931 und 1939 vertrat er den Bundesstaat Tennessee im US-Repräsentantenhaus.

## Werdegang
John Mitchell besuchte die öffentlichen Schulen seiner Heimat und danach bis 1896 das Peabody College of Teachers in Nashville. Zwischen 1899 und 1903 war er Privatsekretär des Kongressabgeordneten Charles Edward Snodgrass. Nach einem anschließenden Jurastudium an der Cumberland University in Lebanon und seiner im Jahr 1904 erfolgten Zulassung als Rechtsanwalt begann er in Crossville in seinem neuen Beruf zu arbeiten. Politisch war Mitchell Mitglied der Demokratischen Partei, deren Staatsvorstand er zwischen 1910 und 1914 angehörte. Zwischen 1908 und 1931 war Mitchell im fünften Gerichtsbezirk von Tennessee in verschiedenen Funktionen tätig. Bis 1918 fungierte er dort als stellvertretender und danach bis 1925 als leitender Staatsanwalt. Anschließend war er bis 1931 Richter in diesem Bezirk. In diesem Jahr verlegte er seinen Wohnsitz nach Cookeville.
Bei den Kongresswahlen des Jahres 1930 wurde Mitchell im vierten Wahlbezirk von Tennessee in das US-Repräsentantenhaus in Washington, D.C. gewählt, wo er am 4. März 1931 die Nachfolge von Cordell Hull antrat. Nach drei Wiederwahlen konnte er bis zum 3. Januar 1939 vier Legislaturperioden im Kongress absolvieren. Seit 1933 wurden dort die meisten der New-Deal-Gesetze der Bundesregierung unter Präsident Franklin D. Roosevelt verabschiedet. Im Jahr 1933 wurden der 20. und der 21. Verfassungszusatz in Kraft gesetzt.
Im Jahr 1938 verzichtete Mitchell auf eine erneute Kandidatur für das Repräsentantenhaus. Stattdessen strebte er erfolglos die Nominierung seiner Partei für die Wahlen zum US-Senat an. Nach seinem Ausscheiden aus dem Kongress arbeitete er zunächst wieder als Anwalt. Während des Zweiten Weltkrieges war er zwischen Januar 1943 und September 1945 als Jurist bei der Behörde zur Verwaltung von feindlichem Eigentum (Office of Alien Property Custodian) angestellt. Zwischen 1945 und 1951 arbeitete er in der Kartellrechtsabteilung des Justizministeriums. Danach zog er sich in den Ruhestand zurück. John Mitchell starb am 26. Februar 1962 in Crossville.